# Pedro González (maderista)
General Pedro González fue un militar mexicano que participó en la Revolución mexicana.
Nació en Veracruz. Militó en las filas maderistas. En 1913 se unió al constitucionalismo, incorporándose a la División de Oriente bajo las órdenes del general Guadalupe Sánchez, de quién llegó a ser jefe de su Estado Mayor. Alcanzó el grado de general y fue jefe de operaciones militares en Veracruz.